# 柳河东集
《柳河东集》是唐代著名文学家、思想家柳宗元的作品集。全书按照文体分类，包括政论、人物传记、山水游记、诗歌和寓言等，体例清晰，内容丰富。
作品集中的诗文展现了作者多方面的才华，政论文章说理透彻、论证严密，体现了作者进步的思想，山水游记言语简练、文笔优美，描绘了丰富多彩的山水风光，而寓言生动有趣、富有哲理和显示意义。文集中多篇文章入选中国大陆中学教科书，比如传记《捕蛇者说》、山水游记《小石潭记》和寓言《黔之驴》等。